# Яковлєва Валентина
Валенти́на Яковлє́ва (Ракаєва) (* 1947) — українська радянська плавчиня.

## З життєпису
Народилась 1947 року в місті Львів. Брала участь у літніх Олімпійських іграх 1964 року на дистанції 100 м батерфляєм.
Між 1963 і 1965 роками виграла два титули та встановила сім рекордів СРСР у дисциплінах батерфляй і плавання комплексне.
Після заміжжя змінила прізвище на Ракаєва. Працювала тренером з плавання в московській спортивній школі; суддя з плавання.